# Wallanlage Kirchberg in Möbisburg

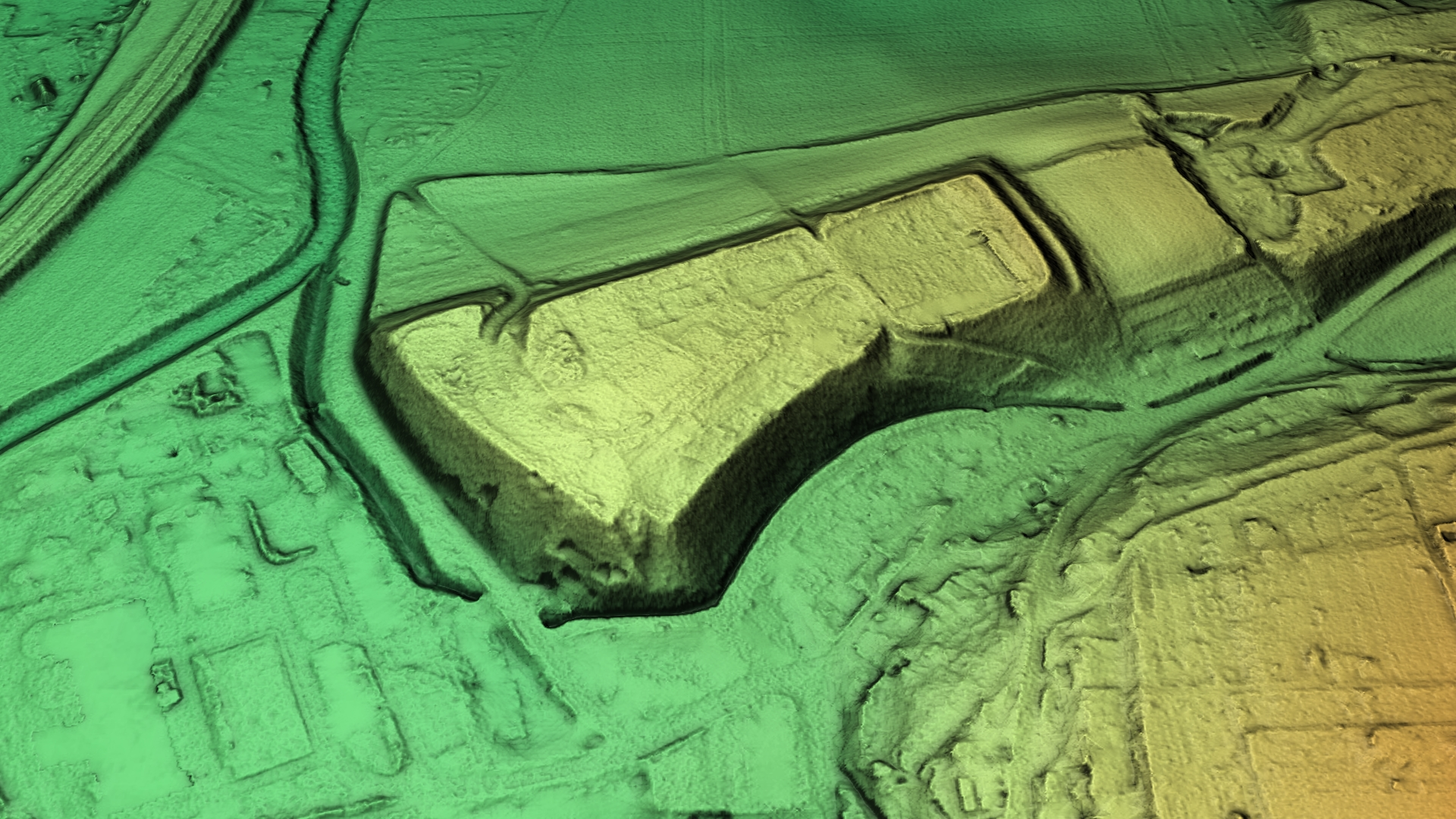
3D-Ansicht des digitalen Geländemodells

Die Wallanlage auf dem Kirchberg in Möbisburg südwestlich von Erfurt in Thüringen entstand in der Latènezeit und stammt in der heutigen Form wohl aus der Zeit der fränkischen Herrschaft in Thüringen. Die Merwingsburg/Möbisburg gab dem Ort seinen Namen.

## Lage und Geschichte
Die vor- und frühgeschichtliche Wallanlage liegt auf dem westlichen Ende des Möbisburger Kirchbergs, eines schmalen, zum Fluss Gera hin vorstoßenden Höhenrückens. Die annähernd rechteckige Anlage ist etwa 250 m lang und 80 bis 130 m breit. Im Süden und Westen existieren natürliche Steilhänge. Im Norden ist der Hang künstlich versteilt worden und mit einem Absatz versehen, der ursprünglich wohl ein Annäherungshindernis trug. Die besonders gefährdete Ostseite ist durch eine Böschung mit aufgesetztem Wall und vorgelagertem Graben gesichert. Der Berg ist spätestens in der Latènezeit befestigt worden. Die heute noch sichtbaren Befestigungsreste gehen wohl, wie auch die im Gelände stehende Kirche, auf eine Neuanlage in karolingischer oder ottonischer Zeit zurück. Von dieser später ausgebauten Burg waren im 18. Jahrhundert noch Ruinen vorhanden.
Älteste Siedlungsspuren auf dem Gelände finden sich aus dem späten Neolithikum (etwa 2000 vor Chr.), intensive Besiedlung während der Hallstatt- und Latènezeit im letzten Jahrtausend vor Chr. Aus allen Besiedlungsphasen gibt es Keramik-Funde von dem Gelände.
Der Sagen-Reichtum – einschließlich des Teufels – in Bezug auf den Kirchberg ist Hinweis auf eine dort gewesene Kultstätte, zuletzt wohl für den germanischen Gott Donar. Die Errichtung einer christlichen Kirche an diesem Platz wäre auch typisch, ihr Name „St. Dionysius“ wurde oft von den Franken vergeben.
Auf dem Gelände der früheren Wallburg, das geschütztes Bodendenkmal ist, befinden sich heute Kirche und Friedhof von Möbisburg.